# 莱布尼兹环形山

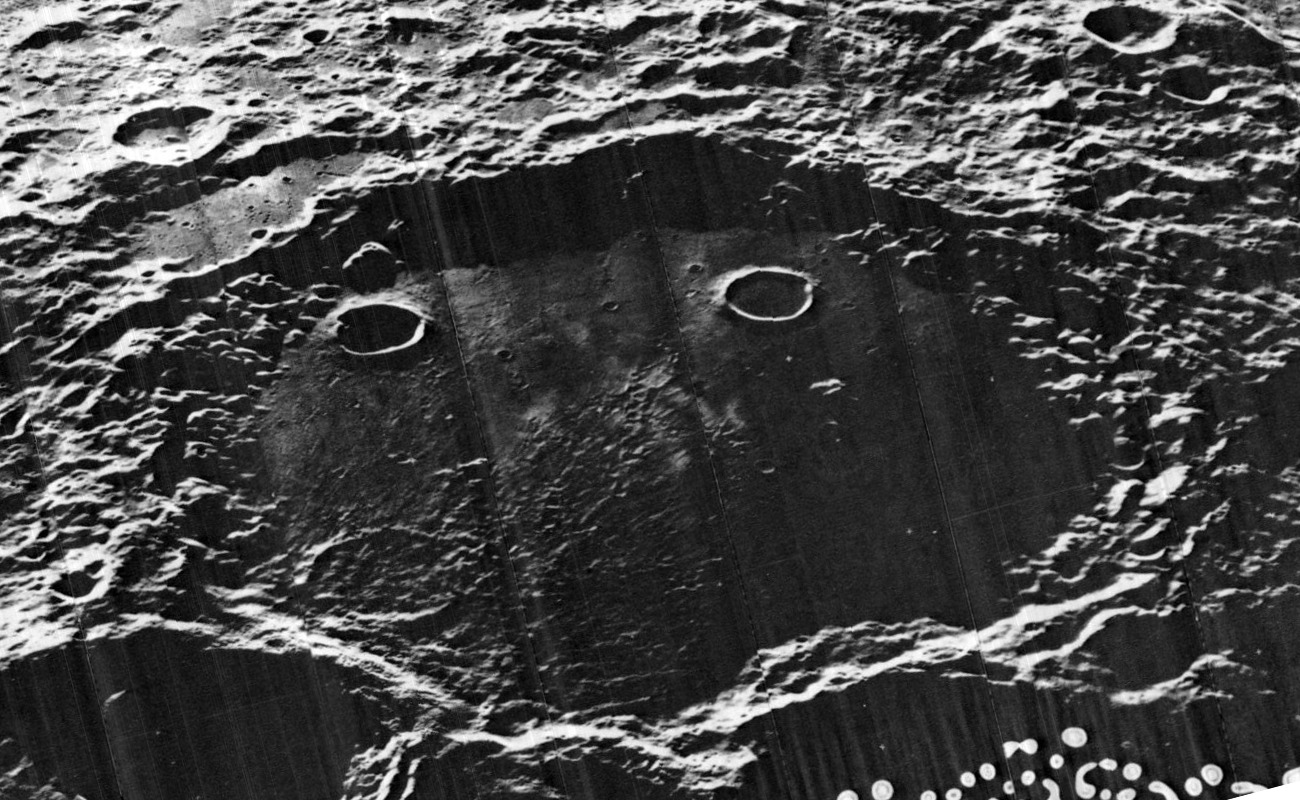
月球轨道器2号拍摄的西向斜视图

莱布尼兹环形山（Leibnitz）是月球背面南半球一座巨大的古老撞击坑，约形成于前酒海纪，其名称取自德意志哲学家、数学家、逻辑学家、物理学家、法学家、史学家、外交家、发明家及语言学家戈特弗里德·威廉·莱布尼茨（1646年－1716年），1970年被国际天文学联合会正式批准接受。

## 描述
该陨坑西侧毗邻奥布鲁切夫环形山；西北靠近汤姆孙环形山和伯克兰环形山；列文虎克环形山位于它的东北；南面横亘着冯·卡门环形山；西南则是奥雷姆环形山。莱布尼兹环形山东侧壁上坐落着戴维孙环形山；而芬森环形山则横跨在它的东南壁上；它的西北偏北是智海。该陨坑的中心月面坐标为38°14′S 179°21′E / 38.24°S 179.35°E，直径237公里，深度3.1公里。
莱布尼兹环形山的外侧边缘大致呈圆形，南面向外凸出。整体已明显受到撞击侵蚀和磨损，内外壁覆盖着数座小撞击坑。其东侧和东南外壁因戴维孙环形山和芬森环形山的侵入而有些变形；内侧壁相对较窄，保留有阶地状结构的痕迹；坑壁平均高出周边地形2120米。坑内大部分地区已被幽暗的玄武岩熔岩填塞，形成如低反照率的智海表面，平坦而无特色，但东北区因堆积有芬森环形山形成时喷发的溅射物而较为崎岖。部分地区显示有射纹线，在东南部有一座较大的陨石坑残迹；西部是二座较醒目的卫星坑“莱布尼兹 R”和“莱布尼兹 X”，其中靠西北内壁的“莱布尼兹 X”已被熔岩掩埋，只有一圈圆形的坑壁突出在表面。

## 卫星陨石坑
按惯例，最靠近莱布尼兹环形山的卫星坑在月图上以字母标注在该坑中心点的旁边。

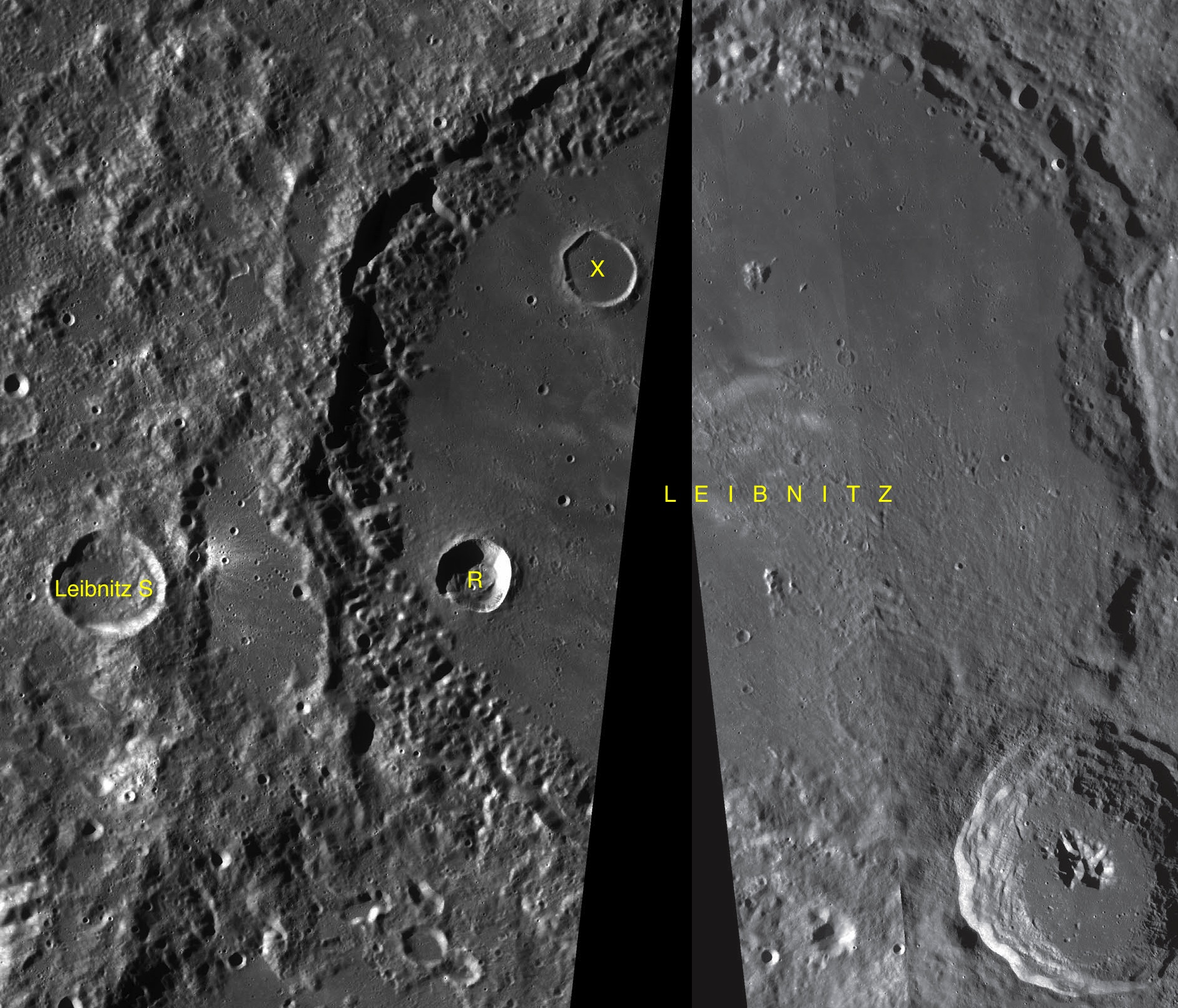
LAC-119和LAC-120拼接图

| 莱布尼兹 | 纬度    | 经度     | 直径    |
| -------- | ------- | -------- | ------- |
| R        | 39.3° S | 176.3° E | 19 公里 |
| S        | 39.6° S | 171.8° E | 28 公里 |
| X        | 36.5° S | 177.3° E | 19 公里 |

- 卫星坑“莱布尼兹 S”于晚雨海世形成[1]。

## 另请参阅
- Andersson, L. E.; Whitaker, E. A. . NASA RP-1097. 1982.
- Blue, Jennifer. . USGS. July 25, 2007  [2007-08-05]. （原始内容存档于2018-12-25）.
- Bussey, B.; Spudis, P. . New York: Cambridge University Press. 2004. ISBN 978-0-521-81528-4.
- Cocks, Elijah E.; Cocks, Josiah C. . Tudor Publishers. 1995. ISBN 978-0-936389-27-1.
- McDowell, Jonathan. . Jonathan's Space Report. July 15, 2007  [2007-10-24]. （原始内容存档于2018-12-25）.
- Menzel, D. H.; Minnaert, M.; Levin, B.; Dollfus, A.; Bell, B. . Space Science Reviews. 1971, 12 (2): 136–186. Bibcode:1971SSRv...12..136M. doi:10.1007/BF00171763.
- Moore, Patrick. . Sterling Publishing Co. 2001. ISBN 978-0-304-35469-6.
- Price, Fred W. . Cambridge University Press. 1988. ISBN 978-0-521-33500-3.
- Rükl, Antonín. . Kalmbach Books. 1990. ISBN 978-0-913135-17-4.
- Webb, Rev. T. W.  6th revised. Dover. 1962. ISBN 978-0-486-20917-3.
- Whitaker, Ewen A. . Cambridge University Press. 1999. ISBN 978-0-521-62248-6.
- Wlasuk, Peter T. . Springer. 2000. ISBN 978-1-85233-193-1.